# Cuban Fire!
| Recensione | Giudizio |
| ---------- | -------- |
| AllMusic   |          |

Cuban Fire! è un album di Stan Kenton, pubblicato dalla casa discografica Capitol Records nel settembre del 1956.

## Tracce

### LP (Capitol Records, T-731)
Lato A
Musiche di Johnny Richards.
1. Fuego cubano (Cuban Fire) – 5:59 – Registrato il 23 maggio 1956
2. El congo valiente (Valiant Congo) – 5:49 – Registrato il 23 maggio 1956
3. Recuerdos (Reminiscences) – 4:58 – Registrato il 22 maggio 1956

Lato B
Musiche di Johnny Richards.
1. Quien sabe (Who Knows) – 4:46 – Registrato il 23 maggio 1956
2. La guera baila (The Fair One Dances) – 5:06 – Registrato il 24 maggio 1956
3. La suerte de los tontos (Fortune of Fools or Fools Luck) – 4:16 – Registrato il 24 maggio 1956

## Musicisti
- Stan Kenton – pianoforte, conduttore orchestra
- Lennie Niehaus – sassofono alto
- Bill Perkins – sassofono tenore
- Lucky Thompson – sassofono tenore
- Bill Root – sassofono baritono
- Phil Gilbert – tromba
- Lee Katzman – tromba
- Ed Leddy – tromba
- Al Mattaliano – tromba
- Vinnie Tanno – tromba
- Vinnie Tanno – flicorno (brano: Quien sabe)
- Sam Noto – tromba
- Bob Fitzpatrick – trombone
- Carl Fontana – trombone
- Don Kelly – trombone
- Kent Larson – trombone
- Irving Rosenthal – corno francese
- Julius Watkins – corno francese
- Jim McAllister – tuba
- Ralph Blaze – chitarra
- Curtis Counce – contrabbasso
- Mel Lewis – batteria
- Soul Gubin – timpani (eccetto nei brani: La guera baila e La suerte de los tontos)
- George Gaber – timpani (brani: La guera baila e La suerte de los tontos)
- Willie Rodriguez – bongos
- Mario Alvarez – maracas
- Roger Mozian – legnetti
- Tommy Lopez – congas
- George Laguna – timbales

Note aggiuntive
- Lee Gillette – produttore[4]
- Bill Coss (redattore di "Metronome" e "Jazz Today") – note retrocopertina album originale[5][6]